# 33258 Femariebustos
33258 Femariebustos è un asteroide della fascia principale. Scoperto nel 1998, presenta un'orbita caratterizzata da un semiasse maggiore pari a 2,8680408 UA e da un'eccentricità di 0,1662851, inclinata di 2,15641° rispetto all'eclittica.